# Todd Terje
Terje Olsen (* 1981 in Mjøndalen, Norwegen), besser bekannt unter seinem Künstlernamen Todd Terje, ist ein norwegischer DJ, Songwriter und Musikproduzent aus Oslo. Sein Künstlername ist eine Hommage an Todd Terry.

## Biographie
Todd Terje veröffentlichte ab 2005 verschiedene Extended Plays. Kommerziellen Erfolg brachte die 2012 veröffentlichte Single Inspector Norse, welche in den belgischen Ultratip-Charts (Flandern) Platz 9 erreichte. Das am 8. April 2014 veröffentlichte Album It’s Album Time erreichte unter anderem die Albumcharts in der Schweiz, im Vereinigten Königreich, in den Vereinigten Staaten, sowie in Todd Terjes Heimatland Norwegen.
Todd Terje schrieb mit Robbie Williams und Gary Barlow Williams Single Candy, die Platz 3 in den deutschen Singlecharts erreichte und von dem Bundesverband Musikindustrie mit einer goldenen Schallplatte ausgezeichnet wurde. Außerdem produzierte er zwei Lieder für Franz Ferdinands viertes Studioalbum Right Thoughts, Right Words, Right Action.

## Diskografie

### Alben
| Jahr | Titel           | Höchstplatzierung, Gesamtwochen, AuszeichnungChartplatzierungen (Jahr, Titel, Platzierungen, Wochen, Auszeichnungen, Anmerkungen) | Höchstplatzierung, Gesamtwochen, AuszeichnungChartplatzierungen (Jahr, Titel, Platzierungen, Wochen, Auszeichnungen, Anmerkungen) | Höchstplatzierung, Gesamtwochen, AuszeichnungChartplatzierungen (Jahr, Titel, Platzierungen, Wochen, Auszeichnungen, Anmerkungen) | Höchstplatzierung, Gesamtwochen, AuszeichnungChartplatzierungen (Jahr, Titel, Platzierungen, Wochen, Auszeichnungen, Anmerkungen) | Anmerkungen                         |
| Jahr | Titel           | NO | CH | UK | US | Anmerkungen                         |
| ---- | --------------- | --- | --- | --- | --- | ----------------------------------- |
| 2014 | It’s Album Time | NO2 (5 Wo.)NO | CH67 (1 Wo.)CH | UK23 (2 Wo.)UK | US120 (1 Wo.)US | Erstveröffentlichung: 8. April 2014 |

### EPs
- 2005: Mjøndalen Diskoklubb
- 2005: Eurodans
- 2011: Ragysh
- 2012: It’s the Arps
- 2014: Delorean Dynamite
- 2015: Alfonso Muskedunder Remixed
- 2016: The Big Cover-Up

### Kompilationen
- 2010: Remaster of the Universe
- 2010: An Anthology: Weighed & Measured
- 2010: The Red Album

### Singles
- 2012: Inspector Norse
- 2013: Lanzarote (mit Hans-Peter Lindstrøm)
- 2013: Strandbar
- 2013: Spiral
- 2014: Delorean Dynamite
- 2014: Leisure Suit Preben
- 2014: Johnny and Mary (feat. Bryan Ferry)
- 2015: Alfonso Muskedunder